# Juncal (Santa Fé)
Juncal é uma comuna da Argentina localizada no departamento de Constitución, província de Santa Fé.